# 长乐村战斗遗址
长乐村战斗遗址，位于山西省长治市武乡县大有乡长乐村、故县乡里庄村，是一处山西省文物保护单位。
2021年8月4日，长乐村战斗遗址公布为第六批山西省文物保护单位，年代为1938年，近现代重要史迹及代表性建筑类，编号6-349。